# カレッジフットボール・プレーオフ
カレッジフットボール・プレーオフ（英語: College Football Playoff）は、アメリカ合衆国の大学アメリカンフットボール（カレッジフットボール）において、年間王者を決める制度。2014年のシーズンから導入された。
それまではボウル・チャンピオンシップ・シリーズ制度のもと、ランキング1位校と2位校の直接対決が行われていた。2014年シーズンから出場校が4校に拡張され、準決勝→決勝のトーナメント方式になった。カレッジフットボールプレーオフ2024-2025シーズンから12チームの拡張が決まっている。プレーオフのテレビ中継はESPNが行う。

## 2023年シーズンまでの方式

### レギュラーシーズンの流れ
カレッジフットボールの最上位クラスとされる全米大学体育協会（NCAA）のディビジョンIフットボール・ボウル・サブディビジョン（FBS）には、2014年シーズン時点で10のカンファレンスが存在している。また、カンファレンスには所属しない大学もある。これらは、強豪校・人気校が集い規模の大きな "パワー5カンファレンス" と、それよりも小規模の "グループ・オブ5カンファレンス" に大別される。
| - パワー5カンファレンス - アトランティック・コースト・カンファレンス（ACC） - ビッグ12カンファレンス（Big 12） - ビッグ・テン・カンファレンス（Big Ten） - パシフィック12カンファレンス（Pac-12） - サウスイースタン・カンファレンス（SEC） - ノートルダム大学 | - グループ・オブ5カンファレンス - アメリカン・アスレチック・カンファレンス（AAC） - カンファレンスUSA（C-USA） - ミッドアメリカン・カンファレンス（MAC） - マウンテン・ウェスト・カンファレンス（MWC） - サンベルト・カンファレンス（Sun Belt） - ノートルダム大学以外のカンファレンス無所属校 |

シーズンは8月下旬から9月上旬にかけて開幕する。各校ともシーズン序盤は他カンファレンス所属校や、FBSの下部にあたるディビジョンIフットボール・チャンピオンシップ・サブディビジョン（FCS）所属校との対戦を行い、中盤から終盤にかけてカンファレンス戦に臨むのが一般的である。11月下旬から12月上旬にレギュラーシーズンが終了し、各カンファレンスの優勝校が決まる。カンファレンス内の順位を決める際には、他カンファレンス所属校やFCS所属校との対戦成績は勘案されず、同カンファレンス内の対戦成績だけが適用される。また、2地区制を導入しているカンファレンスは、それぞれの地区を制した2校で優勝決定戦を行う。
10月下旬から11月上旬頃になると、CFPの選考委員会が招集される。この選考委員会は毎週火曜日に、FBS上位25校を順位付けして発表する。この選考の際には、他カンファレンス所属校やFCS所属校との対戦成績も考慮される。選考委員会が順位付けの際に重視する要素のひとつが、日程（対戦相手）の厳しさである。これは、強豪校を多く擁するパワー5カンファレンスに有利に働く。実際に2016年シーズンには、グループ・オブ5のMACに所属するウェスタンミシガン・ブロンコス（西ミシガン大学）がレギュラーシーズンを13戦全勝で終えたにもかかわらず、最終ランキングではパワー5カンファレンス所属の8勝4敗チームより下位となった事例がある。
レギュラーシーズンがほぼ終わり各カンファレンス優勝校が決定した12月上旬に、CFP選考委員会は最終ランキングを発表する。ここで4位までに入ったチームが、1月1日前後に開催されるCFP準決勝への出場権を得る。ここで「ほぼ」と書いたのは、アーミー・ブラックナイツ（陸軍士官学校）とネイビー・ミッドシップメン（海軍兵学校）との定期戦 "アーミー＝ネイビー・ゲーム" が、レギュラーシーズンを締めくくる試合として最終ランキング発表後に開催されるためである。

### 準決勝
下記の6つのボウル・ゲームが持ち回りで、3年に一度プレーオフの準決勝を行う。これら6つのボウル・ゲームは、1月1日前後に開催されることから、俗に "New Year's Six" と呼ばれる。準決勝ではランキング1位校と4位校、2位校と3位校が対戦する。この際、1位校にはホームアドバンテージに類する特典として、自校所在地により近い場所で行われるボウル・ゲームへの出場権があてがわれる。ただし、この法則に従うと1位校出場ボウル・ゲームの開催地が4位校の地元圏になってしまうような場合は、この法則は適用されない。
| 準決勝を担当する シーズン                      | ボウル・ゲーム               | 初開催             | 現在の開催地                                                | 現在の開催地                                                                                |
| ---------------------------------------------- | ---------------------------- | ------------------ | ----------------------------------------------------------- | ------------------------------------------------------------------------------------------- |
| 3の倍数＋1（または 3の倍数－2）の年の シーズン | ローズボウル Rose Bowl       | 0 1902年01月01日 0 | ローズボウル （カリフォルニア州パサデナ）                   | ローズ · ボウルフィエスタ · ボウルシュガーボウルオレンジボウルピーチボウルコットン · ボウル |
| 3の倍数＋1（または 3の倍数－2）の年の シーズン | シュガーボウル Sugar Bowl    | 0 1935年01月01日 0 | シーザーズ・スーパードーム （ルイジアナ州ニューオーリンズ） | ローズ · ボウルフィエスタ · ボウルシュガーボウルオレンジボウルピーチボウルコットン · ボウル |
| 3の倍数＋2（または 3の倍数－1）の年の シーズン | オレンジボウル Orange Bowl   | 0 1935年01月01日 0 | ハードロック・スタジアム （フロリダ州マイアミガーデンズ）   | ローズ · ボウルフィエスタ · ボウルシュガーボウルオレンジボウルピーチボウルコットン · ボウル |
| 3の倍数＋2（または 3の倍数－1）の年の シーズン | コットンボウル Cotton Bowl   | 0 1937年01月01日 0 | AT&Tスタジアム （テキサス州アーリントン）                   | ローズ · ボウルフィエスタ · ボウルシュガーボウルオレンジボウルピーチボウルコットン · ボウル |
| 3の倍数の年の シーズン                         | ピーチボウル Peach Bowl      | 1968年12月30日     | メルセデス・ベンツ・ スタジアム （ジョージア州アトランタ）  | ローズ · ボウルフィエスタ · ボウルシュガーボウルオレンジボウルピーチボウルコットン · ボウル |
| 3の倍数の年の シーズン                         | フィエスタボウル Fiesta Bowl | 0 1971年12月27日 0 | ステートファーム・スタジアム （アリゾナ州グレンデール）     | ローズ · ボウルフィエスタ · ボウルシュガーボウルオレンジボウルピーチボウルコットン · ボウル |

New Year's Sixのうち準決勝以外の4つのボウル・ゲームに関しても、CFPでは出場校を決めるため一定の規則を設けている。これにはカンファレンスが関係しており、準決勝進出を逃したランキング5位から12位までの8チームが自動的に割り振られるわけではない。
- ローズボウル：準決勝でない年は、Big TenとPac-12の優勝校どうしが対戦する。該当校が準決勝に進出している場合は、同カンファレンスでランキング次点のチームに出場権が移る。
- シュガーボウル：準決勝でない年は、Big 12とSECの優勝校どうしが対戦する。該当校が準決勝に進出している場合は、同カンファレンスでランキング次点のチームに出場権が移る。
- オレンジボウル：準決勝でない年は、まずACCの優勝校が出場する。該当校が準決勝に進出している場合は、ACCでランキング次点のチームに出場権が移る。対戦相手は、準決勝・ローズボウル・シュガーボウルに出場していない Big Ten、SEC、ノートルダム大学のうち、ランキング最上位のチームに与えられる。
- コットンボウル、ピーチボウル、フィエスタボウル：グループ・オブ5のランキング最上位校が準決勝に進出していない場合、そのチームには出場権が保証される。その他の5枠は、上記のボウル・ゲームに出場しないなかでランキングが上位のチームに与えられる。

| 順位 | チーム                               | カンファレンス | 勝敗    |
| ---- | ------------------------------------ | -------------- | ------- |
| 1    | アラバマ・クリムゾンタイド           | SEC優勝        | 13勝0敗 |
| 2    | クレムソン・タイガース               | ACC優勝        | 12勝1敗 |
| 3    | オハイオステート・バックアイズ       | Big Ten        | 11勝1敗 |
| 4    | ワシントン・ハスキーズ               | Pac-12優勝     | 12勝1敗 |
| 5    | ペンステート・ニタニーライオンズ     | Big Ten優勝    | 11勝2敗 |
| 6    | ミシガン・ウルヴァリンズ             | Big Ten        | 10勝2敗 |
| 7    | オクラホマ・スーナーズ               | Big 12優勝     | 10勝2敗 |
| 8    | ウィスコンシン・バジャーズ           | Big Ten        | 10勝3敗 |
| 9    | USCトロージャンズ                    | Pac-12         | 09勝3敗 |
| 10   | コロラド・バッファローズ             | Pac-12         | 10勝3敗 |
| 11   | フロリダステート・セミノールズ       | ACC            | 09勝3敗 |
| 12   | オクラホマステート・カウボーイズ     | Big 12         | 09勝3敗 |
| 13   | ルイビル・カーディナルス             | ACC            | 09勝3敗 |
| 14   | オーバーン・タイガース               | SEC            | 08勝4敗 |
| 15   | ウェスタンミシガン・ブロンコス       | MAC優勝        | 13勝0敗 |
| 16   | ウェストバージニア・マウンテニアーズ | Big 12         | 10勝2敗 |
| 17   | フロリダ・ゲイターズ                 | SEC            | 08勝4敗 |
| 18   | スタンフォード・カーディナル         | Pac-12         | 09勝3敗 |
| 19   | ユタ・ユーツ                         | Pac-12         | 08勝4敗 |
| 20   | LSUタイガース                        | SEC            | 07勝4敗 |
| 21   | テネシー・ボランティアーズ           | SEC            | 08勝4敗 |
| 22   | バージニアテック・ホーキーズ         | ACC            | 09勝4敗 |
| 23   | ピッツバーグ・パンサーズ             | ACC            | 08勝4敗 |
| 24   | テンプル・オウルズ                   | AAC優勝        | 10勝3敗 |
| 25   | ネイビー・ミッドシップメン           | AAC            | 09勝3敗 |

例として、これを2016年シーズンのランキングに当てはめると、以下のようになる。
- ランキング1位アラバマ・クリムゾンタイド（アラバマ大学）の本拠地は、アラバマ州タスカルーサである。この年の準決勝ボウル・ゲームは、ピーチボウルがジョージア州アトランタで、フィエスタボウルがアリゾナ州グレンデールで、それぞれ開催される。タスカルーサには、グレンデールよりもアトランタのほうが近い。したがって準決勝ボウル・ゲームの組み合わせは、ピーチボウルが1位アラバマ対4位ワシントン・ハスキーズ（ワシントン大学）、フィエスタボウルが2位クレムソン・タイガース（クレムソン大学）対3位オハイオステート・バックアイズ（オハイオ州立大学）となる。
- ローズボウルには、Big TenとPac-12の優勝校が出場する。Big Ten優勝校ペンステート・ニタニーライオンズ（ペンシルベニア州立大学）は5位で準決勝進出を逃しているため、そのままローズボウルに出場する。Pac-12優勝校ワシントンは4位で準決勝に出場するので、ローズボウル出場権はPac-12次点の9位USCトロージャンズ（南カリフォルニア大学）に移る。したがってローズボウルの組み合わせは、ペンステート対USCとなる。
- シュガーボウルには、Big 12とSECの優勝校が出場する。Big 12優勝校オクラホマ・スーナーズ（オクラホマ大学）は7位で準決勝進出を逃しているため、そのままシュガーボウルに出場する。SEC優勝校アラバマは1位で準決勝に出場するので、シュガーボウル出場権はSEC次点の14位オーバーン・タイガース（オーバーン大学）に移る。したがってシュガーボウルの組み合わせは、オクラホマ対オーバーンとなる。
- オレンジボウルには、ACC優勝校が出場する。しかし該当するクレムソンは2位で準決勝に出場するため、オレンジボウル出場権はACC次点の11位フロリダステート・セミノールズ（フロリダ州立大学）に移る。対戦相手の条件に当てはまる最上位校は、Big Ten所属の6位ミシガン・ウルヴァリンズ（ミシガン大学）である。したがってオレンジボウルの組み合わせは、フロリダステート対ミシガンとなる。
- New Year's Sixで残るのはコットンボウルのみである。グループ・オブ5最上位校のMAC所属ウェスタンミシガン・ブロンコス（西ミシガン大学）は15位で準決勝進出を逃しているため、コットンボウルへの出場権を得る。ここまでNew Year's Six出場権を割り当てられていないなかでの最上位校は、Big Ten所属の8位ウィスコンシン・バジャーズ（ウィスコンシン大学マディソン校）である。したがってコットンボウルの組み合わせは、ウェスタンミシガン対ウィスコンシンとなる。

### 全米王者決定戦
カレッジフットボール・プレーオフ・ナショナルチャンピオンシップ（College Football Playoff National Championship）は例年1月の第3月曜日に開催される。準決勝を勝ち上がった2校によりそのシーズンの全米王者が決定される。NFL優勝決定試合であるスーパーボウルと同等（対戦カードや州によってはそれ以上）の観客動員ないし視聴率を集める。

## 2024年シーズンからの方式
2024年シーズンから参加校が12に拡大されたことを受け、方式が変更された。
選抜方式に大きな変更はないが、ランキング上位4校は1回戦をシードされる。
1回戦はランキング上位校のホームスタジアムで行われる。準々決勝は準決勝指定試合以外の"New Year's Six"の4つのボウル・ゲームが準々決勝指定試合として開催される。
準決勝・全米王者決定戦の試合方式は従来通りで変更はないが、開催時期は従来より1週間後となる。

## 歴代結果

### 準決勝および全米王者決定戦
| シーズン | ボウル・ゲーム           | 開催日          | 開催地                                                                     | CFPランク上位校                                                                               | スコア         | CFPランク下位校                                                                               | 観客動員 |
| -------- | ------------------------ | --------------- | -------------------------------------------------------------------------- | --------------------------------------------------------------------------------------------- | -------------- | --------------------------------------------------------------------------------------------- | -------- |
| 2014年   | 準決勝① ローズボウル     | 2015年01月01日  | ローズボウル （カリフォルニア州パサデナ）                                  | オレゴン・ダックス （オレゴン大学） Pac-12優勝 / 12勝1敗 / CFPランク2位                       | 59－20         | フロリダステート・セミノールズ （フロリダ州立大学） ACC優勝 / 13勝0敗 / CFPランク3位          | 91,322人 |
| 2014年   | 準決勝② シュガーボウル   | 2015年01月01日  | メルセデス・ベンツ・ スーパードーム （ルイジアナ州ニューオーリンズ）       | アラバマ・クリムゾンタイド （アラバマ大学） SEC優勝 / 12勝1敗 / CFPランク1位                  | 35－42         | オハイオステート・バックアイズ （オハイオ州立大学） Big Ten優勝 / 12勝1敗 / CFPランク4位      | 74,682人 |
| 2014年   | 全米王者決定戦           | 2015年01月12日  | AT&Tスタジアム （テキサス州アーリントン）                                  | オレゴン・ダックス （オレゴン大学） Pac-12優勝 / 13勝1敗 / CFPランク2位                       | 20－42         | オハイオステート・バックアイズ （オハイオ州立大学） Big Ten優勝 / 13勝1敗 / CFPランク4位      | 85,788人 |
|          |                          |                 |                                                                            |                                                                                               |                |                                                                                               |          |
| 2015年   | 準決勝① オレンジボウル   | 2015年12月31日  | サンライフ・スタジアム （フロリダ州マイアミガーデンズ）                    | クレムソン・タイガース （クレムソン大学） ACC優勝 / 13勝0敗 / CFPランク1位                    | 37－17         | オクラホマ・スーナーズ （オクラホマ大学） Big 12優勝 / 11勝1敗 / CFPランク4位                 | 67,615人 |
| 2015年   | 準決勝② コットンボウル   | 2015年12月31日  | AT&Tスタジアム （テキサス州アーリントン）                                  | アラバマ・クリムゾンタイド （アラバマ大学） SEC優勝 / 12勝1敗 / CFPランク2位                  | 38－0          | ミシガンステート・スパルタンズ （ミシガン州立大学） Big Ten優勝 / 12勝1敗 / CFPランク3位      | 82,812人 |
| 2015年   | 全米王者決定戦           | 2016年01月11日  | ユニバーシティ・オブ・ フェニックス・スタジアム （アリゾナ州グレンデール） | クレムソン・タイガース （クレムソン大学） ACC優勝 / 14勝0敗 / CFPランク1位                    | 40－45         | アラバマ・クリムゾンタイド （アラバマ大学） SEC優勝 / 13勝1敗 / CFPランク2位                  | 75,765人 |
|          |                          |                 |                                                                            |                                                                                               |                |                                                                                               |          |
| 2016年   | 準決勝① ピーチボウル     | 2016年12月31日  | ジョージア・ドーム （ジョージア州アトランタ）                              | アラバマ・クリムゾンタイド （アラバマ大学） SEC優勝 / 13勝0敗 / CFPランク1位                  | 24－7          | ワシントン・ハスキーズ （ワシントン大学） Pac-12優勝 / 12勝1敗 / CFPランク4位                 | 75,996人 |
| 2016年   | 準決勝② フィエスタボウル | 2016年12月31日  | ユニバーシティ・オブ・ フェニックス・スタジアム （アリゾナ州グレンデール） | クレムソン・タイガース （クレムソン大学） ACC優勝 / 12勝1敗 / CFPランク2位                    | 31－0          | オハイオステート・バックアイズ （オハイオ州立大学） Big Ten / 11勝1敗 / CFPランク3位          | 71,279人 |
| 2016年   | 全米王者決定戦           | 2017年01月09日  | レイモンド・ジェームス・ スタジアム （フロリダ州タンパ）                   | アラバマ・クリムゾンタイド （アラバマ大学） SEC優勝 / 14勝0敗 / CFPランク1位                  | 31－35         | クレムソン・タイガース （クレムソン大学） ACC優勝 / 13勝1敗 / CFPランク2位                    | 74,512人 |
|          |                          |                 |                                                                            |                                                                                               |                |                                                                                               |          |
| 2017年   | 準決勝① ローズボウル     | 2018年01月01日  | ローズボウル （カリフォルニア州パサデナ）                                  | オクラホマ・スーナーズ （オクラホマ大学） Big 12優勝 / 12勝1敗 / CFPランク2位                 | 48－54 （2OT） | ジョージア・ブルドッグス （ジョージア大学） SEC優勝 / 12勝1敗 / CFPランク3位                  | 92,844人 |
| 2017年   | 準決勝② シュガーボウル   | 2018年01月01日  | メルセデス・ベンツ・ スーパードーム （ルイジアナ州ニューオーリンズ）       | クレムソン・タイガース （クレムソン大学） ACC優勝 / 12勝1敗 / CFPランク1位                    | 6－24          | アラバマ・クリムゾンタイド （アラバマ大学） SEC / 11勝1敗 / CFPランク4位                      | 72,360人 |
| 2017年   | 全米王者決定戦           | 2018年01月08日  | メルセデス・ベンツ・ スタジアム （ジョージア州アトランタ）                 | ジョージア・ブルドッグス （ジョージア大学） SEC優勝 / 13勝1敗 / CFPランク3位                  | 23－26 （OT）  | アラバマ・クリムゾンタイド （アラバマ大学） SEC / 12勝1敗 / CFPランク4位                      | 77,430人 |
|          |                          |                 |                                                                            |                                                                                               |                |                                                                                               |          |
| 2018年   | 準決勝① コットンボウル   | 2018年12月29日  | AT&Tスタジアム （テキサス州アーリントン）                                  | クレムソン・タイガース （クレムソン大学） ACC優勝 / 13勝0敗 / CFPランク2位                    | 30－3          | ノートルダム・ファイティングアイリッシュ （ノートルダム大学） 無所属 / 12勝0敗 / CFPランク3位 | 72,183人 |
| 2018年   | 準決勝② オレンジボウル   | 2018年12月29日  | ハードロック・スタジアム （フロリダ州マイアミガーデンズ）                  | アラバマ・クリムゾンタイド （アラバマ大学） SEC優勝 / 13勝0敗 / CFPランク1位                  | 45－34         | オクラホマ・スーナーズ （オクラホマ大学） Big 12優勝 / 12勝1敗 / CFPランク4位                 | 65,326人 |
| 2018年   | 全米王者決定戦           | 2019年01月07日  | リーバイス・スタジアム （カリフォルニア州サンタクララ）                    | アラバマ・クリムゾンタイド （アラバマ大学） SEC優勝 / 14勝0敗 / CFPランク1位                  | 16－44         | クレムソン・タイガース （クレムソン大学） ACC優勝 / 14勝0敗 / CFPランク2位                    | 74,814人 |
|          |                          |                 |                                                                            |                                                                                               |                |                                                                                               |          |
| 2019年   | 準決勝① ピーチボウル     | 2019年12月28日  | メルセデス・ベンツ・ スタジアム （ジョージア州アトランタ）                 | LSUタイガース （ルイジアナ州立大学） SEC優勝 / 13勝0敗 / CFPランク1位                         | 63－28         | オクラホマ・スーナーズ （オクラホマ大学） Big 12優勝 / 12勝1敗 / CFPランク4位                 | 78,347人 |
| 2019年   | 準決勝② フィエスタボウル | 2019年12月28日  | ステートファーム・ スタジアム （アリゾナ州グレンデール）                   | オハイオステート・バックアイズ （オハイオ州立大学） Big Ten優勝 / 13勝0敗 / CFPランク2位      | 23－29         | クレムソン・タイガース （クレムソン大学） ACC優勝 / 13勝0敗 / CFPランク3位                    | 71,330人 |
| 2019年   | 全米王者決定戦           | 2020年01月13日  | メルセデス・ベンツ・ スーパードーム （ルイジアナ州ニューオーリンズ）       | LSUタイガース （ルイジアナ州立大学） SEC優勝 / 14勝0敗 / CFPランク1位                         | 42－25         | クレムソン・タイガース （クレムソン大学） ACC優勝 / 14勝0敗 / CFPランク3位                    | 76,885人 |
|          |                          |                 |                                                                            |                                                                                               |                |                                                                                               |          |
| 2020年   | 準決勝① ローズボウル     | 2021年01月01日  | AT&Tスタジアム （テキサス州アーリントン）                                  | アラバマ・クリムゾンタイド （アラバマ大学） SEC優勝 / 11勝0敗 / CFPランク1位                  | 31－14         | ノートルダム・ファイティングアイリッシュ （ノートルダム大学） ACC / 10勝1敗 / CFPランク4位    | 18,373人 |
| 2020年   | 準決勝② シュガーボウル   | 2021年01月01日  | メルセデス・ベンツ・ スーパードーム （ルイジアナ州ニューオーリンズ）       | クレムソン・タイガース （クレムソン大学） ACC優勝 / 10勝1敗 / CFPランク2位                    | 28－49         | オハイオステート・バックアイズ （オハイオ州立大学） Big Ten優勝 / 6勝0敗 / CFPランク3位       | 03,000人 |
| 2020年   | 全米王者決定戦           | 2021年01月11日  | ハードロック・スタジアム （フロリダ州マイアミガーデンズ）                  | アラバマ・クリムゾンタイド （アラバマ大学） SEC優勝 / 12勝0敗 / CFPランク1位                  | 52－24         | オハイオステート・バックアイズ （オハイオ州立大学） Big Ten優勝 / 7勝0敗 / CFPランク3位       | 14,926人 |
|          |                          |                 |                                                                            |                                                                                               |                |                                                                                               |          |
| 2021年   | 準決勝① コットンボウル   | 2021年12月31日  | AT&Tスタジアム （テキサス州アーリントン）                                  | アラバマ・クリムゾンタイド （アラバマ大学） SEC優勝 / 12勝1敗 / CFPランク1位                  | 27－6          | シンシナティ・ベアキャッツ （シンシナティ大学） AAC優勝 / 13勝0敗 / CFPランク4位              | 76,313人 |
| 2021年   | 準決勝② オレンジボウル   | 2021年12月31日  | ハードロック・スタジアム （フロリダ州マイアミガーデンズ）                  | ミシガン・ウルヴァリンズ （ミシガン大学） Big Ten優勝 / 12勝1敗 / CFPランク2位                | 11－34         | ジョージア・ブルドッグス （ジョージア大学） SEC / 12勝1敗 / CFPランク3位                      | 66,839人 |
| 2021年   | 全米王者決定戦           | 2022年01月10日  | ルーカス・オイル・スタジアム （インディアナ州インディアナポリス）          | アラバマ・クリムゾンタイド （アラバマ大学） SEC優勝 / 13勝1敗 / CFPランク1位                  | 18－33         | ジョージア・ブルドッグス （ジョージア大学） SEC / 13勝1敗 / CFPランク3位                      | 68,311人 |
|          |                          |                 |                                                                            |                                                                                               |                |                                                                                               |          |
| 2022年   | 準決勝① フィエスタボウル | 2022年12月31日  | ステートファーム・ スタジアム （アリゾナ州グレンデール）                   | ミシガン・ウルヴァリンズ （ミシガン大学） Big Ten優勝 / 13勝0敗 / CFPランク2位                | 45－51         | TCUホーンドフロッグス （テキサスクリスチャン大学） Big 12 / 12勝1敗 / CFPランク3位            | 71,723人 |
| 2022年   | 準決勝② ピーチボウル     | 2022年12月31日  | メルセデス・ベンツ・ スタジアム （ジョージア州アトランタ）                 | ジョージア・ブルドッグス （ジョージア大学） SEC優勝 / 13勝0敗 / CFPランク1位                  | 42－41         | オハイオステート・バックアイズ （オハイオ州立大学） Big Ten / 11勝1敗 / CFPランク4位          | 79,330人 |
| 2022年   | 全米王者決定戦           | 2023年01月09日  | SoFiスタジアム （カリフォルニア州イングルウッド）                          | ジョージア・ブルドッグス （ジョージア大学） SEC優勝 / 14勝0敗 / CFPランク1位                  | 65－7          | TCUホーンドフロッグス （テキサスクリスチャン大学） Big 12 / 13勝1敗 / CFPランク3位            | 72,628人 |
|          |                          |                 |                                                                            |                                                                                               |                |                                                                                               |          |
| 2023年   | 準決勝① ローズボウル     | 2024年01月01日  | ローズボウル （カリフォルニア州パサデナ）                                  | ミシガン・ウルヴァリンズ （ミシガン大学） Big Ten優勝 / 13勝0敗 / CFPランク1位                | 27－20 （OT）  | アラバマ・クリムゾンタイド （アラバマ大学） SEC優勝 / 12勝1敗 / CFPランク4位                  | 96,371人 |
| 2023年   | 準決勝② シュガーボウル   | 2024年01月01日  | シーザーズ・スーパードーム （ルイジアナ州ニューオーリンズ）                | ワシントン・ハスキーズ （ワシントン大学） Pac-12優勝 / 13勝0敗 / CFPランク2位                 | 37－31         | テキサス・ロングホーンズ （テキサス大学オースティン校） Big 12優勝 / 12勝1敗 / CFPランク3位   | 68,791人 |
| 2023年   | 全米王者決定戦           | 2024年01月08日  | NRGスタジアム （テキサス州ヒューストン）                                   | ミシガン・ウルヴァリンズ （ミシガン大学） Big Ten優勝 / 14勝0敗 / CFPランク1位                | 34－13         | ワシントン・ハスキーズ （ワシントン大学） Pac-12優勝 / 14勝0敗 / CFPランク2位                 | 72,808人 |
| 2024年   | 準決勝① オレンジボウル   | 2024年01月090日 | ハードロック・スタジアム （フロリダ州マイアミガーデンズ）                  | ペンステート・ニタニーライオンズ （ペンシルベニア州立大学） Big Ten / 13勝2敗 / CFPランク4位  | 24-27          | ノートルダム・ファイティングアイリッシュ （ノートルダム大学） 無所属 / 13勝1敗 / CFPランク5位 | 66,881人 |
| 2024年   | 準決勝② コットンボウル   | 2024年01月010日 | AT&Tスタジアム （テキサス州アーリントン）                                  | テキサス・ロングホーンズ （テキサス大学オースティン校） SEC / 13勝2敗 / CFPランク3位          | 14-28          | オハイオステート・バックアイズ （オハイオ州立大学） Big Ten / 12勝2敗 / CFPランク6位          | 74,527人 |
| 2024年   | 全米王者決定戦           | 2024年01月020日 | メルセデス・ベンツ・ スタジアム （ジョージア州アトランタ）                 | ノートルダム・ファイティングアイリッシュ （ノートルダム大学） 無所属 / 14勝1敗 / CFPランク5位 | 23–34          | オハイオステート・バックアイズ （オハイオ州立大学） Big Ten / 13勝2敗 / CFPランク6位          | 77,660人 |

### New Year's Sixのうち準決勝以外のもの、および1回戦（2024-2025シーズン以降）
| シーズン | ボウル・ゲーム             | 開催日           | 開催地                                                                     | CFPランク上位校                                                                                  | スコア      | CFPランク下位校                                                                                    | 観客動員  |
| -------- | -------------------------- | ---------------- | -------------------------------------------------------------------------- | ------------------------------------------------------------------------------------------------ | ----------- | -------------------------------------------------------------------------------------------------- | --------- |
| 2014年   | ピーチボウル               | 2014年12月31日   | ジョージア・ドーム （ジョージア州アトランタ）                              | TCUホーンドフロッグス （テキサスクリスチャン大学） Big 12同点優勝 / 11勝1敗 / CFPランク6位       | 42－3       | オールミス・レベルズ （ミシシッピ大学） SEC / 9勝3敗 / CFPランク9位                                | 65,706人  |
| 2014年   | フィエスタボウル           | 2014年12月31日   | ユニバーシティ・オブ・ フェニックス・スタジアム （アリゾナ州グレンデール） | アリゾナ・ワイルドキャッツ （アリゾナ大学） Pac-12 / 10勝3敗 / CFPランク10位                     | 30－38      | ボイシーステート・ブロンコス （ボイシ州立大学） MWC優勝 / 11勝2敗 / CFPランク20位                  | 66,896人  |
| 2014年   | オレンジボウル             | 2014年12月31日   | サンライフ・スタジアム （フロリダ州マイアミガーデンズ）                    | ミシシッピステート・ブルドッグス （ミシシッピ州立大学） SEC / 10勝2敗 / CFPランク7位             | 34－49      | ジョージアテック・イエロージャケッツ （ジョージア工科大学） ACC / 10勝3敗 / CFPランク12位          | 58,211人  |
| 2014年   | コットンボウル             | 2015年01月01日   | AT&Tスタジアム （テキサス州アーリントン）                                  | ベイラー・ベアーズ （ベイラー大学） Big 12同点優勝 / 11勝1敗 / CFPランク5位                      | 41－42      | ミシガンステート・スパルタンズ （ミシガン州立大学） Big Ten / 10勝2敗 / CFPランク8位               | 71,464人  |
|          |                            |                  |                                                                            |                                                                                                  |             | |           |
| 2015年   | ピーチボウル               | 2015年12月31日   | ジョージア・ドーム （ジョージア州アトランタ）                              | フロリダステート・セミノールズ （フロリダ州立大学） ACC / 10勝2敗 / CFPランク9位                 | 24－38      | ヒューストン・クーガーズ （ヒューストン大学） AAC優勝 / 12勝1敗 / CFPランク18位                    | 71,007人  |
| 2015年   | フィエスタボウル           | 2016年01月01日   | ユニバーシティ・オブ・ フェニックス・スタジアム （アリゾナ州グレンデール） | オハイオステート・バックアイズ （オハイオ州立大学） Big Ten / 11勝1敗 / CFPランク7位             | 44－28      | ノートルダム・ファイティングアイリッシュ （ノートルダム大学） 無所属 / 10勝2敗 / CFPランク8位      | 71,123人  |
| 2015年   | ローズボウル               | 2016年01月01日   | ローズボウル （カリフォルニア州パサデナ）                                  | アイオワ・ホークアイズ （アイオワ大学） Big Ten / 12勝1敗 / CFPランク5位                         | 16－45      | スタンフォード・カーディナル （スタンフォード大学） Pac-12優勝 / 11勝2敗 / CFPランク6位            | 94,268人  |
| 2015年   | シュガーボウル             | 2016年01月01日   | メルセデス・ベンツ・ スーパードーム （ルイジアナ州ニューオーリンズ）       | オールミス・レベルズ （ミシシッピ大学） SEC / 9勝3敗 / CFPランク12位                             | 48－20      | オクラホマステート・カウボーイズ （オクラホマ州立大学） Big 12 / 10勝2敗 / CFPランク16位           | 72,117人  |
|          |                            |                  |                                                                            |                                                                                                  |             | |           |
| 2016年   | オレンジボウル             | 2016年12月30日   | ハードロック・スタジアム （フロリダ州マイアミガーデンズ）                  | ミシガン・ウルヴァリンズ （ミシガン大学） Big Ten / 10勝2敗 / CFPランク6位                       | 32－33      | フロリダステート・セミノールズ （フロリダ州立大学） ACC / 9勝3敗 / CFPランク11位                   | 67,432人  |
| 2016年   | コットンボウル             | 2017年01月02日   | AT&Tスタジアム （テキサス州アーリントン）                                  | ウィスコンシン・バジャーズ （ウィスコンシン大学マディソン校） Big Ten / 10勝3敗 / CFPランク8位   | 24－16      | ウェスタンミシガン・ブロンコス （西ミシガン大学） MAC優勝 / 13勝0敗 / CFPランク15位                | 59,615人  |
| 2016年   | ローズボウル               | 2017年01月02日   | ローズボウル （カリフォルニア州パサデナ）                                  | ペンステート・ニタニーライオンズ （ペンシルベニア州立大学） Big Ten優勝 / 11勝2敗 / CFPランク5位 | 49－52      | USCトロージャンズ （南カリフォルニア大学） Pac-12 / 9勝3敗 / CFPランク9位                          | 95,128人  |
| 2016年   | シュガーボウル             | 2017年01月02日   | メルセデス・ベンツ・ スーパードーム （ルイジアナ州ニューオーリンズ）       | オクラホマ・スーナーズ （オクラホマ大学） Big 12優勝 / 10勝2敗 / CFPランク7位                    | 35－19      | オーバーン・タイガース （オーバーン大学） SEC / 8勝4敗 / CFPランク14位                             | 54,077人  |
|          |                            |                  |                                                                            |                                                                                                  |             | |           |
| 2017年   | コットンボウル             | 2017年12月29日   | AT&Tスタジアム （テキサス州アーリントン）                                  | オハイオステート・バックアイズ （オハイオ州立大学） Big Ten優勝 / 11勝2敗 / CFPランク5位         | 24－7       | USCトロージャンズ （南カリフォルニア大学） Pac-12優勝 / 11勝2敗 / CFPランク8位                     | 67,510人  |
| 2017年   | フィエスタボウル           | 2017年12月30日   | ユニバーシティ・オブ・ フェニックス・スタジアム （アリゾナ州グレンデール） | ペンステート・ニタニーライオンズ （ペンシルベニア州立大学） Big Ten / 10勝2敗 / CFPランク9位     | 35－28      | ワシントン・ハスキーズ （ワシントン大学） Pac-12 / 10勝2敗 / CFPランク11位                         | 61,842人  |
| 2017年   | オレンジボウル             | 2017年12月30日   | ハードロック・スタジアム （フロリダ州マイアミガーデンズ）                  | ウィスコンシン・バジャーズ （ウィスコンシン大学マディソン校） Big Ten / 12勝1敗 / CFPランク6位   | 34－24      | マイアミ・ハリケーンズ （マイアミ大学） ACC / 10勝2敗 / CFPランク10位                              | 65,032人  |
| 2017年   | ピーチボウル               | 2018年01月01日   | メルセデス・ベンツ・ スタジアム （ジョージア州アトランタ）                 | オーバーン・タイガース （オーバーン大学） SEC / 10勝3敗 / CFPランク7位                           | 27－34      | UCFナイツ （セントラルフロリダ大学） AAC優勝 / 12勝0敗 / CFPランク12位                             | 71,109人  |
|          |                            |                  |                                                                            |                                                                                                  |             | |           |
| 2018年   | ピーチボウル               | 2018年12月29日   | メルセデス・ベンツ・ スタジアム （ジョージア州アトランタ）                 | ミシガン・ウルヴァリンズ （ミシガン大学） Big Ten / 10勝2敗 / CFPランク7位                       | 15－41      | フロリダ・ゲイターズ （フロリダ大学） SEC / 9勝3敗 / CFPランク10位                                 | 74,006人  |
| 2018年   | フィエスタボウル           | 2019年01月01日   | ステートファーム・ スタジアム （アリゾナ州グレンデール）                   | UCFナイツ （セントラルフロリダ大学） AAC優勝 / 12勝0敗 / CFPランク8位                            | 32－40      | LSUタイガース （ルイジアナ州立大学） SEC / 9勝3敗 / CFPランク11位                                  | 57,246人  |
| 2018年   | ローズボウル               | 2019年01月01日   | ローズボウル （カリフォルニア州パサデナ）                                  | オハイオステート・バックアイズ （オハイオ州立大学） Big Ten優勝 / 12勝1敗 / CFPランク6位         | 28－23      | ワシントン・ハスキーズ （ワシントン大学） Pac-12優勝 / 10勝3敗 / CFPランク9位                      | 91,853人  |
| 2018年   | シュガーボウル             | 2019年01月01日   | メルセデス・ベンツ・ スーパードーム （ルイジアナ州ニューオーリンズ）       | ジョージア・ブルドッグス （ジョージア大学） SEC / 11勝2敗 / CFPランク5位                         | 21－28      | テキサス・ロングホーンズ （テキサス大学オースティン校） Big 12 / 9勝4敗 / CFPランク15位            | 71,449人  |
|          |                            |                  |                                                                            |                                                                                                  |             | |           |
| 2019年   | コットンボウル             | 2019年12月28日   | AT&Tスタジアム （テキサス州アーリントン）                                  | ペンステート・ニタニーライオンズ （ペンシルベニア州立大学） Big Ten / 10勝2敗 / CFPランク10位    | 53－39      | メンフィス・タイガース （メンフィス大学） AAC優勝 / 12勝1敗 / CFPランク17位                        | 54,828人  |
| 2019年   | オレンジボウル             | 2019年12月30日   | ハードロック・スタジアム （フロリダ州マイアミガーデンズ）                  | フロリダ・ゲイターズ （フロリダ大学） SEC / 10勝2敗 / CFPランク9位                               | 36－28      | バージニア・キャバリアーズ （バージニア大学） ACC / 9勝4敗 / CFPランク24位                         | 65,157人  |
| 2019年   | ローズボウル               | 2020年01月01日   | ローズボウル （カリフォルニア州パサデナ）                                  | オレゴン・ダックス （オレゴン大学） Pac-12優勝 / 11勝2敗 / CFPランク6位                          | 28－27      | ウィスコンシン・バジャーズ （ウィスコンシン大学マディソン校） Big Ten / 10勝3敗 / CFPランク8位     | 90,462人  |
| 2019年   | シュガーボウル             | 2020年01月01日   | メルセデス・ベンツ・ スーパードーム （ルイジアナ州ニューオーリンズ）       | ジョージア・ブルドッグス （ジョージア大学） SEC / 11勝2敗 / CFPランク5位                         | 26－14      | ベイラー・ベアーズ （ベイラー大学） Big 12 / 11勝2敗 / CFPランク7位                                | 55,211人  |
|          |                            |                  |                                                                            |                                                                                                  |             | |           |
| 2020年   | コットンボウル             | 2020年12月30日   | AT&Tスタジアム （テキサス州アーリントン）                                  | オクラホマ・スーナーズ （オクラホマ大学） Big 12優勝 / 8勝2敗 / CFPランク6位                     | 55－20      | フロリダ・ゲイターズ （フロリダ大学） SEC / 8勝3敗 / CFPランク7位                                  | 17,323人  |
| 2020年   | ピーチボウル               | 2021年01月01日   | メルセデス・ベンツ・ スタジアム （ジョージア州アトランタ）                 | シンシナティ・ベアキャッツ （シンシナティ大学） AAC優勝 / 9勝0敗 / CFPランク8位                  | 21－24      | ジョージア・ブルドッグス （ジョージア大学） SEC / 7勝2敗 / CFPランク9位                            | 15,301人  |
| 2020年   | フィエスタボウル           | 2021年01月02日   | ステートファーム・ スタジアム （アリゾナ州グレンデール）                   | アイオワステート・サイクロンズ （アイオワ州立大学） Big 12 / 8勝3敗 / CFPランク10位              | 34－17      | オレゴン・ダックス （オレゴン大学） Pac-12優勝 / 4勝2敗 / CFPランク25位                            | 00,000人  |
| 2020年   | オレンジボウル             | 2021年01月02日   | ハードロック・スタジアム （フロリダ州マイアミガーデンズ）                  | テキサスA&Mアギーズ （テキサスA&M大学） SEC / 8勝1敗 / CFPランク5位                              | 41－27      | ノースカロライナ・ターヒールズ （ノースカロライナ大学チャペルヒル校） ACC / 8勝3敗 / CFPランク13位 | 13,737人  |
|          |                            |                  |                                                                            |                                                                                                  |             | |           |
| 2021年   | ピーチボウル               | 2021年12月30日   | メルセデス・ベンツ・ スタジアム （ジョージア州アトランタ）                 | ミシガンステート・スパルタンズ （ミシガン州立大学） Big Ten / 10勝2敗 / CFPランク10位            | 31－21      | ピッツバーグ・パンサーズ （ピッツバーグ大学） ACC優勝 / 11勝2敗 / CFPランク12位                    | 41,230人  |
| 2021年   | フィエスタボウル           | 2022年01月01日   | ステートファーム・ スタジアム （アリゾナ州グレンデール）                   | ノートルダム・ファイティングアイリッシュ （ノートルダム大学） 無所属 / 11勝1敗 / CFPランク5位    | 35－37      | オクラホマステート・カウボーイズ （オクラホマ州立大学） Big 12 / 11勝2敗 / CFPランク9位            | 49,550人  |
| 2021年   | ローズボウル               | 2022年01月01日   | ローズボウル （カリフォルニア州パサデナ）                                  | オハイオステート・バックアイズ （オハイオ州立大学） Big Ten / 10勝2敗 / CFPランク6位             | 48－45      | ユタ・ユーツ （ユタ大学） Pac-12優勝 / 10勝3敗 / CFPランク11位                                     | 87,842人  |
| 2021年   | シュガーボウル             | 2022年01月01日   | メルセデス・ベンツ・ スーパードーム （ルイジアナ州ニューオーリンズ）       | ベイラー・ベアーズ （ベイラー大学） Big 12優勝 / 11勝2敗 / CFPランク7位                          | 21－7       | オールミス・レベルズ （ミシシッピ大学） SEC / 10勝2敗 / CFPランク8位                               | 66,479人  |
|          |                            |                  |                                                                            |                                                                                                  |             | |           |
| 2022年   | オレンジボウル             | 2022年12月30日   | ハードロック・スタジアム （フロリダ州マイアミガーデンズ）                  | テネシー・ボランティアーズ （テネシー大学） SEC / 10勝2敗 / CFPランク6位                         | 31－14      | クレムソン・タイガース （クレムソン大学） ACC優勝 / 11勝2敗 / CFPランク7位                         | 63,912人  |
| 2022年   | シュガーボウル             | 2022年12月31日   | シーザーズ・スーパードーム （ルイジアナ州ニューオーリンズ）                | アラバマ・クリムゾンタイド （アラバマ大学） SEC / 10勝2敗 / CFPランク5位                         | 45－20      | カンザスステート・ワイルドキャッツ （カンザス州立大学） Big 12優勝 / 10勝3敗 / CFPランク9位        | 60,437人  |
| 2022年   | コットンボウル             | 2023年01月02日   | AT&Tスタジアム （テキサス州アーリントン）                                  | USCトロージャンズ （南カリフォルニア大学） Pac-12 / 11勝2敗 / CFPランク10位                      | 45－46      | テュレーン・グリーンウェーブ （テュレーン大学） AAC優勝 / 11勝2敗 / CFPランク16位                  | 55,329人  |
| 2022年   | ローズボウル               | 2023年01月02日   | ローズボウル （カリフォルニア州パサデナ）                                  | ユタ・ユーツ （ユタ大学） Pac-12優勝 / 10勝3敗 / CFPランク8位                                    | 21－35      | ペンステート・ニタニーライオンズ （ペンシルベニア州立大学） Big Ten / 10勝2敗 / CFPランク11位      | 94,873人  |
|          |                            |                  |                                                                            |                                                                                                  |             | |           |
| 2023年   | コットンボウル             | 2023年12月29日   | AT&Tスタジアム （テキサス州アーリントン）                                  | オハイオステート・バックアイズ （オハイオ州立大学） Big Ten / 11勝1敗 / CFPランク7位             | 3－14       | ミズーリ・タイガース （ミズーリ大学コロンビア校） SEC / 10勝2敗 / CFPランク9位                     | 70,114人  |
| 2023年   | ピーチボウル               | 2023年12月30日   | メルセデス・ベンツ・ スタジアム （ジョージア州アトランタ）                 | ペンステート・ニタニーライオンズ （ペンシルベニア州立大学） Big Ten / 10勝2敗 / CFPランク10位    | 25－38      | オールミス・レベルズ （ミシシッピ大学） SEC / 10勝2敗 / CFPランク11位                              | 71,230人  |
| 2023年   | オレンジボウル             | 2023年12月30日   | ハードロック・スタジアム （フロリダ州マイアミガーデンズ）                  | フロリダステート・セミノールズ （フロリダ州立大学） ACC優勝 / 13勝0敗 / CFPランク5位             | 3－63       | ジョージア・ブルドッグス （ジョージア大学） SEC / 12勝1敗 / CFPランク6位                           | 63,324人  |
| 2023年   | フィエスタボウル           | 2023年12月29日   | ステートファーム・ スタジアム （アリゾナ州グレンデール）                   | オレゴン・ダックス （オレゴン大学） Pac-12 / 11勝2敗 / CFPランク8位                              | 45－6       | リバティ・フレームス （リバティ大学） C-USA優勝 / 13勝0敗 / CFPランク23位                          | 47,769人  |
|          |                            |                  |                                                                            |                                                                                                  |             | |           |
| 2024年   | 1回戦①                     | 2024年012月020日 | ノートルダム・スタジアム （インディアナ州ノートルダム）                    | ノートルダム・ファイティングアイリッシュ （ノートルダム大学） 無所属 / 11勝1敗 / CFPランク5位    | 27-17       | インディアナ・フージャーズ （インディアナ大学ブルーミントン校） Big Ten / 11勝1敗 / CFPランク8位   | 77,622人  |
| 2024年   | 1回戦②                     | 2024年012月021日 | ビーバー・スタジアム （ペンシルベニア州ステートカレッジ）                  | ペンステート・ニタニーライオンズ （ペンシルベニア州立大学） Big Ten / 11勝2敗 / CFPランク4位     | 38-10       | SMUマスタングス （南メソジスト大学） ACC / 13勝0敗 / CFPランク10位                                 | 106,013人 |
| 2024年   | 1回戦③                     | 2024年012月021日 | テキサス・メモリアル・スタジアム （テキサス州オースティン）                | テキサス・ロングホーンズ （テキサス大学オースティン校） SEC優勝 / 11勝2敗 / CFPランク3位         | 38-24       | クレムソン・タイガース （クレムソン大学） ACC優勝 / 10勝3敗 / CFPランク16位                        | 101,150人 |
| 2024年   | 1回戦④                     | 2024年012月021日 | オハイオ・スタジアム （オハイオ州コロンバス）                              | オハイオステート・バックアイズ （オハイオ州立大学） Big Ten / 10勝2敗 / CFPランク6位             | 42-17       | テネシー・ボランティアーズ （テネシー大学） SEC / 10勝2敗 / CFPランク7位                           | 102,870人 |
| 2024年   | 準々決勝① フィエスタボウル | 2024年012月031日 | ステートファーム・ スタジアム （アリゾナ州グレンデール）                   | ペンステート・ニタニーライオンズ （ペンシルベニア州立大学） Big Ten / 12勝2敗 / CFPランク4位     | 31-14       | ボイシーステート・ブロンコス （ボイシ州立大学） MWC優勝 / 12勝1敗 / CFPランク9位                   | 63,854人  |
| 2024年   | 準々決勝② ピーチボウル     | 2025年01月01日   | メルセデス・ベンツ・ スタジアム （ジョージア州アトランタ）                 | テキサス・ロングホーンズ （テキサス大学オースティン校） SEC優勝 / 12勝2敗 / CFPランク3位         | 39-31 (2OT) | アリゾナステート・サンデビルズ （アリゾナ州立大学） Big 12優勝 / 11勝2敗 / CFPランク12位           | 71,105人  |
| 2024年   | 準々決勝③ ローズボウル     | 2025年01月01日   | ローズボウル （カリフォルニア州パサデナ）                                  | オレゴン・ダックス （オレゴン大学） Big Ten優勝 / 13勝0敗 / CFPランク1位                         | 21-41       | オハイオステート・バックアイズ （オハイオ州立大学） Big Ten / 11勝2敗 / CFPランク6位               | 90,732人  |
| 2024年   | 準々決勝④ シュガーボウル   | 2025年01月02日   | シーザーズ・スーパードーム （ルイジアナ州ニューオーリンズ）                | ジョージア・ブルドッグス （ジョージア大学） SEC優勝 / 11勝2敗 / CFPランク2位                     | 10-23       | ノートルダム・ファイティングアイリッシュ （ノートルダム大学） 無所属 / 12勝1敗 / CFPランク5位      | 57,267人  |

## テレビ中継
2015年の第1回全米王座決定戦は1890万人が視聴したといわれている。